# Hřiby (Orlická tabule)
Hřiby (294 m n. m.) je vrch v okrese Hradec Králové Královéhradeckého kraje. Leží asi 1 km vjv. od obce Výrava na jejím katastrálním území.

## Geomorfologické zařazení
Geomorfologicky vrch náleží do celku Orlická tabule, podcelku Třebechovická tabule a okrsku Černilovská tabule.